# Tirto Adhi Soerjo
Tirto Adhi Soerjo (ur. 1880, zm. 1918) – indonezyjski dziennikarz, zwany ojcem indonezyjskiej prasy.
Pośmiertnie, w 2006 r., został uhonorowany tytułem Bohatera Narodowego Indonezji.